# Агиос Амвросиос (окръг Кирения)
Агиос Амвро̀сиос (на гръцки: Aγιος Αμβρόσιος; на турски: Esentepe) е село в Кипър, окръг Кирения. Според статистическата служба на Северен Кипър през 2011 г. селото има 1754 жители.
Носи името на Свети Амвросий Медиолански. Де факто е под контрола на непризнатата Севернокипърска турска република.